# Phare de Chesapeake
Le phare de Chesapeake (en anglais : Chesapeake Light), est un phare offshore situé à l'entrée de la baie de Chesapeake sur la côte la Virginia Beach en Virginie.

## Historique
Le premier phare de Chesapeake était un bateau-phare nommé Chesapeake (LV-116) mis en service en 1930. Il resta en place (sauf pendant la Seconde Guerre mondiale) jusqu'à ce qu'il soit remplacé par la structure actuelle en 1965. Le feu actuel est également appelé Texas Tower (lighthouse) (en), l'un des six feux presque identiques de la côte est qui ont été construits durant ce temps. La lumière a été automatisée en 1980 et a été utilisé pour soutenir les sites de mesure atmosphérique de la NASA et de la NOAA.
La station a été désactivée en juillet 2016 après que la garde côtière eut déterminé que le phare était devenu défectueux. Le 3 août 2016, le phare a été vendu aux enchères à un acheteur anonyme.

## Caractéristiques dufeu maritime
Fréquence :15 secondes (W)
- Lumière : 0.1 seconde
- Obscurité : 2.9 secondes
- Lumière : 0.1 seconde
- Obscurité : 11.9 secondes

Identifiant : ARLHS : USA-168 ; USCG : 2-0360 ; Admiralty : J143.

### Lien connexe
- Liste des phares en Virginie